# Corentin Cherhal
Pour les articles homonymes, voir Cherhal (homonymie).
Corentin Cherhal, né le 19 janvier 1994 à Rennes, est un coureur cycliste français, professionnel de 2015 à 2017.

## Biographie
Corentin Cherhal commence le cyclisme à 17 ans. Il rejoint en 2013 la formation Novo Nordisk Development, antichambre de l'équipe continentale professionnelle, à la suite d'une rencontre avec le manageur de la structure, Phil Southerland. Professionnel depuis 2015 au sein de la formation Novo Nordisk, Corentin Cherhal a eu l'occasion de participer à de nombreuses épreuves réputées depuis son passage chez les professionnels comme le Tro Bro Léon, en 2015, épreuve qu'il a abandonné, ou Paris-Tours, cette même année, qu'il a également abandonné.
En 2017, il rejoint l'équipe Arkéa-Samsic où il occupe les fonctions de chargé de nutrition, puis de diététicien-nutritionniste.